# 三不沾
三不沾是在篮球运动中指投出篮球之后，不沾篮筐、不沾篮板、不沾篮网这三不沾。

## 起源
在《牛津英语词典》中一个词条中引用了“三不沾”（Air ball)这一名词，最早出现在1967年1月29日的加利福尼亚州的Daily Review报纸上，上面写着
Cal State, four times lofting air balls at an orange basket that may as well have been painted invisible.

大意：加利福尼亚州立大学，4次投篮都是三不沾，彷佛橙色的球筐都被油漆成了透明的颜色。